# Damien Hirst
Damien Steven Hirst (* 7. června 1965 Bristol) je britský výtvarný umělec, člen významné tvůrčí skupiny Mladí britští umělci (Young British Artist, YBA). Zabývá se malířstvím, instalací, plastikou a dalšími výtvarnými technikami.
Jedním z centrálních Hirstových témat je smrt. Proslavil se sérií skutečných zvířat, například koně či krávy, naložených do formaldehydu. Fyzická nemožnost smrti v mysli někoho živého (1991), jež představuje 4,3 metru dlouhého žraloka tygrovaného naloženého ve formaldehydu a vystaveného ve vitríně, proslavila Hirsta na mezinárodní scéně a stala se symbolem Mladých britských umělců po celém světě.

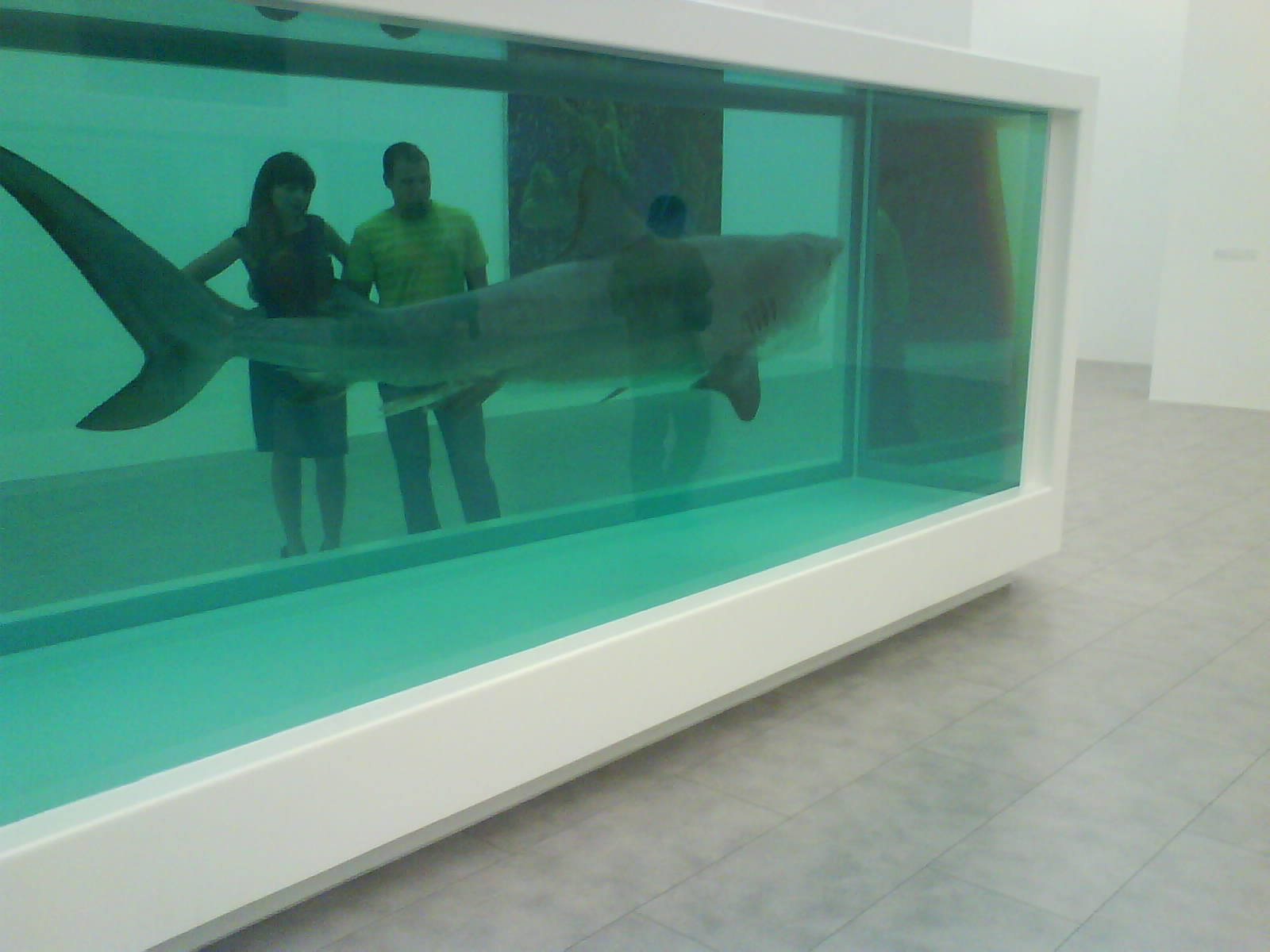